# Min Djibalina
Min Djibalina est un chant patriotique algérien glorifiant le combat nationaliste pour l’indépendance de l'Algérie. Les textes sont l'œuvre de Mohamed Laïd Al-Khalifa. Dès leur création les Scouts Musulmans d'Algérie ont dévéloppé un répertoire de chansons. Leur circulation reposait notamment sur le travail des militants du PPA-MTLD. Alors que la version initiale de Min Djibalina proposée aux SMA était en arabe classique, Mohamed el Hadi Cherif, alors jeune scout sétifien, en aurait adapté les paroles pour les transposer en arabe dialectal
Les scouts musulmans algériens l'ont rendue célèbre en la chantant durant les manifestations du 8 mai 1945 à Sétif.

## Paroles (première strophe)
| Texte original en arabe | Traduction française |
| من جبالنا طلع صوت الأحرار ينادينا للاستقلال ينادينا للاستقلال، لاستقلال وطننا تضحيتنا للوطن خير من الحياة أضحّي بحياتي وبمالي عليك يا بلادي يا بلادي، أنا لا أهوى سواك قد سلا الدنيا فؤادي وتفانى في هواك كل شيء فيك ينمو حبه مثل النبات يا ترى يأتيك يوم تزدهي فيه الحياة نحن بالأنفس نفدي كل شبر من ثراك إننا أشبال أسد، فاصرفينا لعداك لك في التاريخ ركن مشرق فوق السماك لك في المنظر حسن ظل يغري ببهاك نحن سور بك دائر وجبال راسيات نحن أبناء الجزائر، أهل عزم وثبات كلمات محمد المحبوب اسطمبولي | De nos montagnes a résonné le chant des hommes libres nous appelant à l'indépendance, Nous appelant à l'indépendance, l'indépendance de notre patrie. Notre sacrifice pour la patrie est plus important que la vie; Je sacrifie ma vie et ma propriété pour toi. O mon pays, O mon pays, je n'aime que toi; Mon cœur a oublié le monde et s'est perdu dans ton amour. Tout en toi grandit, son amour est végétal. Puisse-t-il un jour arriver où la vie sera joyeuse. Nous défendons de nos âmes chaque foulée de ton sol: Nous sommes les fils des lions, laisse nous nous occuper de tes ennemis. Tu as dans l'histoire un rang rayonnant au-delà de tes hauteurs. Tu as des paysages grandioses qui ne cessent d'acclamer ta beauté. Nous sommes un mur qui t'entoure et des montagnes stables: Nous sommes les fils de l'Algérie, peuple résolu et résistant. |

Paroles de (Mohamed Laïd Al-Khalifa)
Publié dans le Journal National El MOUDAJHID 19.04.2020
Parcours d’un homme de culture : Mohamed Laïd Al-Khalifa, une anthologie oubliée
Mohamed Laïd Al-Khalifa « aimait travailler et jouer à l’ombre », loin des lumières des projecteurs ou des crépitements des appareils photo. Il avait opté pour le « retrait et l’humilité », affirme son fils Nadjib, estimant qu’il s’agit d’un choix personnel, car tout artiste ou homme de culture aspire à la renommée et la célébrité.
Anthologie de la culture populaire algérienne, Mohamed Laïd Al-Khalifa est resté, sa vie durant, « humble et réservé » n’ayant d’autres obsessions que la créativité et la perfection, ont témoigné, jeudi à Médéa, des  proches de l’auteur du célèbre champ patriotique Min djibalina. Un « éternel insatisfait, très critique vis-à-vis de ce qu’il accomplissait, pensant toujours pouvoir faire mieux et plus », témoigne son fils, Nadjib, journaliste, en marge d’une rencontre sur le parcours de son paternel, organisé à la maison de la culture Hassane El-Hassani. Affirmant garder l’image d’un « infatigable créateur, en quête permanente de perfection », son fils cadet évoque, avec beaucoup de fierté, les souvenirs de ce père qui, à l’âge de 55 ans, va trouver encore du temps pour se documenter et peaufiner ses connaissances en matière d’art dramatique, transcendant ce sentiment de « suffisance » qui prime chez beaucoup d’hommes de culture, d’artistes et de comédiens, qui pensent avoir atteint « les cimes de la gloire », dès la première  consécration publique, alors qu’un long chemin les attend encore pour prétende à une quelconque célébrité.
Son fils Nadjib, estimant qu’il s’agit d’un choix personnel, car tout artiste ou homme de culture aspire à la renommée et à la célébrité, cherche une audition auprès du public, mais ce n’était jamais le cas d'Al-Khalifa, le père. L’œuvre monumentale qu’il a réalisée, durant plus d’un demi-siècle, n’a pas altéré ce « choix », au contraire, son « anonymat le stimulait dans sa quête perpétuelle de perfectionnement et de créativité », selon Nadjib qui pense, néanmoins, que cette retraite a été bénéfique plus à la culture algérienne qu’à l’homme qui a mis toute sa vie au service de l’art. Autre singularité de ce pilier de la culture algérienne, sa réussite à trouver le parfait équilibre entre la religion et l’art, en parvenant, à travers ses œuvres, à « trouver le juste milieu » entre deux domaines jugés incompatibles, mais que Mohamed Al-Khalifa a su « réduire les oppositions et faire fusionner », grâce à l’éducation religieuse qu’il avait acquise auprès de son père, qui officiait en qualité de mufti à Médéa, au début du siècle dernier, note encore son fils Nadjib.
Le père de Min djibalina, célèbre champs patriotique qu’entonnaient les valeureux combattants de la glorieuse Révolution de novembre 1954, a permis l’éclosion de grands comédiens dont il avait « reconnu la graine de réussite », tels que les inégalables Hassan El-Hassani et Rouiched. Cela lui a permis aussi de se propulser au sommet de la gloire grâce à « son flaire » et à l’expérience acquise sur les planches du temps où il dirigeait sa troupe théâtrale Rédha-Bey, pépinière de talents et de comédiens émérites.

## Sources
- (en) Cet article est partiellement ou en totalité issu de l’article de Wikipédia en anglais intitulé « Min Jibalina » (voir la liste des auteurs).